# Dasychira chlororhina
Dasychira chlororhina är en fjärilsart som beskrevs av Collenette 1938. Dasychira chlororhina ingår i släktet Dasychira och familjen tofsspinnare. Inga underarter finns listade i Catalogue of Life.